# Döden och vedhuggaren
Döden och vedhuggaren (franska: La Mort et le Bucheron) är en oljemålning av den franske konstnären Jean-François Millet från 1858–1859. Den ingår i Ny Carlsberg Glyptotek samlingar i Köpenhamn sedan 1878. 
Millet är främst känd för att vara en realistisk konstnär som avbildade fattiga och strävsamma bönder. Allegoriska och symboliska anslag förekommer också i hans verk, till exempel i Döden och vedhuggaren. Motivet är hämtat från en fabel av Jean de La Fontaine från 1600-talet med samma titel. Även i denna målning framställs vedhuggaren som hårt arbetande med sina risknippen och som till och med stretar emot när döden kallar. 
År 1895 målade Léon Lhermitte en tavla med samma motiv och namn.